# Antony Sumich
Antony Sumich (Ante Sumić) (Auckland, 30. rujna 1964.) hrvatski je katolički svećenik, pripadnik Svećeničkog bratstva sv. Petra, i bivši izbornik hrvatske ragbi reprezentacije.

## Životopis

### Mladost i obrazovanje
Antony Sumich podrijetlom je Podgoranin (treća generacija doseljenih Hrvata), rođen u Aucklandu na Novom Zelandu, gdje je i stekao obrazovanje. Radio je kao građevinski inženjer, a krajem osamdesetih godina seli se u Austriju, gdje godinama radi kao učitelj skijanja. Devedesetih je putovao i radio u Sloveniji, Italiji, Francuskoj, Švicarskoj kao trener ragbija. U to vrijeme je počeo učiti hrvatski jezik, a 1996. je postao trener ragbi reprezentacije Hrvatske, a to mjesto napušta 2001., kada postaje član hrvatske kriket reprezentacije.

### Rast u vjeri
Kada se po svršetku rata doselio u Hrvatsku, otkrio je "cvatuću vjeru". Narod se oslobodio komunističkog jarma, a Crkva je ponovno zadobila slobodu. "Svi su imali krunice u džepovima". Sumich je po prvi puta u životu postao "prakticirajući katolik", za razliku od onog koji samo pođe na nedjeljnu misu. Htio je znati više o svojoj vjeri, zato što je sve zaboravio. Njegova majka mu je poslala katekizam Katoličke Crkve, kojega je preko jednog ljeta čitao sjedeći na plaži. "Sve je dobilo svoj smisao". Počeo je redovito odlaziti na svetu ispovijed, te je pronašao "osjećaj za sram koji kod njega vjerojatno ranije nije ni postojao". U dobi od 34 godine, Sumich je uzeo godinu dana razmatranja, intenzivno moleći, uključujući Petnaest molitava svete Brigite i ružarij. U to vrijeme je obnašao dužnost trenera hrvatske ragbi reprezentacije. "Igrali bismo turnir "Hong Kong Sevens", a ja bih za to vrijeme u džepu prebirao zrnca ružarija." Volio je izazivati svoje igrače: "Rekao bi im, 'onaj tko ima čvrst ćudoredni život, taj je čvrst i na ragbijaškom terenu; onaj tko ima slabašan ćudoredni život, taj prvi posrne kad zagusti'". Vrativši se na Novi Zeland, Sumich je otkrio kako se lokalna liturgija uvelike razlikuje od one na koju je navikao u Hrvatskoj. No, u Aucklandu se upoznao sa "zadivljujućom" tradicionalnom misom koju je slavio vlč. Denzil Meuli u Titirangi. Sumich je osjetio "Božji poziv i počeo je tražiti (crkveni) red koji rabi taj obred".

### Svećenički poziv
Sumich o tom životnom razdoblju svjedoči: "U Zagrebu sam o tome govorio fra Anthonyju Burnsideu, i on mi je preporučio jedan institut u Firenci, no tamo su mi kazali da sam prestar za svećenika. Isti čas sam krenuo u Rim, došao do Kongregacije za ustanove posvećenog života i kazao da želim biti svećenik koji će služiti misu na latinskom. Uputili su me na Fraternitatis Sacerdotalis Sancti Petri, koji su imali sjemenište i bogosloviju u njemačkom Wigratzbadu. Stigao sam prvim vlakom, tamo bio od 2002. do 2003. godine, a sedmogodišnju formaciju koja uključuje studij teologije i filozofije završio sam u Lincolnu u Americi." Za đakona je zaređen u ožujku 2008.

### Svećeničko ređenje
Antony Sumich je zaređen za svećenika 29. studenog 2008. u crkvi sv. Mihovila u Remueri (Auckland), a zaredio ga je biskup John Basil Meeking (biskup emeritus Christchurcha) po tradicionalnom rimskom obredu. Mladu misu slavio je na prvu nedjelju Došašća (30. studenog 2008.); bio je prvi Novozelanđanin zaređen u Svećeničkom bratstvu sv. Petra. 

### Svećenička služba
Nakon ređenja prvo zaduženje dobio je u nigerijskom gradu Orluu, gdje je već proveo neko vrijeme tijekom svoje đakonske službe. 2011. je postao rektor internata St. Gregory's Academy u američkom gradu Elmhurstu, Pennsylvania. Nakon toga je bio zadužen za skrb oko zajednice privržene tradicionalnoj misi u kanadskom gradu Calgaryju. 2016. odlazi na novu dužnost u Aucklandu.

## Vanjske poveznice
Mrežna mjesta
- Intervju za Slobodnu Dalmaciju
- Izvješće s tradicionalne mise u Zagrebu